# Nordiska tjugofemårskriget
Nordiska tjugofemårskriget (även kallat 25-årskriget mot Ryssland) var ett krig som fördes mellan Ryssland och Sverige, samt Sveriges (från 1578 till 1582) allierade Polen under åren 1570–1595. Kriget startades av Ryssland som försökte erövra Sveriges besittningar i Estland. Kriget avslutades med en svensk seger i och med freden i Teusina 1595.

## Förlopp

### Bakgrund
Ryssland befann sig i krig med Polen, och hade 1568 sänt en ambassad till Stockholm för att begära Katarina Jagellonica utlämnad till Ryssland. Vid Erik XIV:s tillfångatagande befann sig sändebuden i Stockholm, och greps av hertig Karls anhängare. Då Ivan IV av Ryssland fick besked om att Johan III nu var svensk kung sände han ett brev där han försäkrade denne om sin vilja till fortsatt fred, bad att återfå sina sändebud och bad Johan sända en ambassad till Moskva. Johan III som inte önskade krig med Ryssland så länge man ännu befann sig i krig med Danmark tog emot beskedet med glädje. Sändebuden blev dock gripna i Novgorod, misshandlade och nakna släpade efter hästar, och slutligen förda inför tsaren som för dem framförde krav på att alla svenska silvergruvor skulle överlämnas till Ryssland och tsaren erkännas som landets överherre med mera, varpå de slutligen i januari 1572 släppets.
Då hade dock sedan länge tsarens avsikter uppenbarats. Han hade utlovat sin brorsdotter till gemål åt Magnus av Ösel och låtit utropa honom till kung över Livland, och genom denne försökt vinna över den livländska adeln. Redan 1569 lyckades tsaren vinna över Klas Kursell på sin sida, vilken lyckades vinna stöd hos flera livländska adelsmän bland annat ur släkterna Yxkull, Maidel, Vitinghof och Farensbach. 7 januari 1570 begav sig de sammansvurna till slottet i Reval, där de lyckades gripa ståthållaren Gabriel Kristiernsson Oxenstierna och ta kontrollen över staden. Genom en djärv kupp lyckades dock knekthövitsmannen Nils Dobblare med 300 svenskar i mars 1570 ta kontroll över slottet och gripa de sammansvurna. Klas Kursell avrättades medan de övriga gripna bland de sammansvurna sändes som fångar till Sverige.

### 1570–1572
Hösten 1570 inföll den ryske lydkungen Magnus av Ösel i Estland med en här om 25 000 man och ryckte fram mot Reval. Samtidigt ryckte en livländare Tisenhusen mot slottet Wittensten, vilket försvarade av Herman Fleming och Hans Boije af Gennäs, och började belägra det. 
Reval försvarades av Gabriel Oxenstierna med Carl Henriksson Horn af Kanckas närmast under sig. Magnus inledde en belägring av staden, och började även beskjuta murarna, men utan framgång. Försöken att spärra staden misslyckade likaså då i september 1570 två svenska fartyg kunde ta sig in i hamnen med förnödenheter. I januari 1571 plundrades landsbygden runt staden. Under början av året drabbades staden av pesten, som dock härjade lika illa bland den belägrande armén. I februari 1571 fick man besked om fred slutits med Danmark vilket stärkte försvarsviljan i staden. Magnus av Ösel vars armé under den långa belägringen förlorat stora delar av sina trupper, begärde nu vapenvila. Då förslaget avslogs, brände han sitt läger och drog bort från staden. Samtidigt hävdes belägringen av Wittensten.
Carl Horn tog dock tillfället i akt att göra ett utfall mot de retirerande trupperna och överraskade Tisenhusen i byn Ubagall nära Wittensten, där svenskarna vann en betydande seger. Bland den livländska adeln hade missnöjet med det ryska styret vuxit sig allt starkare 1571 anfölls Ryssland av Osmanska riket, som med stöd av tatarer ryckte lång in i Ryssland. I Estland rådde under tiden lugn, men under hösten 1572 ryckte Ivan den förskräcklige med en stor man in i Livland. 27 december ankom han till Wittensten, och började belägra slottet. Clas Åkesson (Tott) hade utsetts till befälhavare över armén, och hade i september lett ett skövlingståg in i Ryssland men befann sig nu på Oberpahlen, ett slott där Magnus av Ösel brukade vistas och inte låg längre bort från Wittensten att han kunde höra kanonerna därifrån. I fem dagar besköt tsaren Wittensten, varpå begärde att Boije skulle kapitulera. Då denne vägrade befallde han nu allmän storm, varpå slottet intogs. De överlevande i slottets besättning skall ha stekts levande på spett av de ryska trupperna.

Rysk pansarskjorta och stridsyxa, troligen krigsbyten från slaget vid Lode.

Ivan lät därpå fördela sin armé i mindre enheter och började belägra slotten Lode, Hapsal och Leal. Delar av den ryska armén återvände till Novgorod, där bröllopet mellan Magnus av Ösel och Maria av Ryssland skulle hållas. Clas Åkesson (Tott) lyckades med knapp nöd undkomma från Oberpahlen och fly in i Reval, där han sedan höll sig till ryssarna fördelat sina trupper. Därefter gjorde han ett utfall från staden och i slaget vid Lode besegra belägringsarmén.

### 1573–1577
Den svenska krigföringen försvårades dock av penningbekymmer. 1573 var man tvungna att pantsätta slotten Lode, Hapsal och Leal till de tyska legosoldaterna för utestående fordringar för att hindra att de skulle gå över till ryska sidan. Då fordringarna inte kunde betalas på utsatt tid till midsommar 1574 överlämnades slotten i januari 1575 till den danske kungen. Interna konflikter mellan legosoldaterna ställde också till problem Clas Åkesson (Tott) tvingades häva belägringen av Wesenberg (i Lettland, ej identiskt med Wesenberg i Estland) sedan de skotska och tyska legosoldaterna i hans här 17 mars 1574 råkat i strid med varandra.
Fredrik II av Danmark fick dock inte behålla dessa slott. I början av 1576 ryckte Ivan IV av Ryssland in i Baltikum med en stor här och lyckades erövra hela området, så att Reval var den enda stad som Sverige hade kvar kontrollen över. Befälet i Reval fördes nu av Carl Horn och hans gamle far Henrik Klasson Horn af Kanckas. En svår höststorm, som blåste av flera av stadens kyrktorn och sänkte flera fartyg i hamnen som var tänkta att överföra proviant från Sverige försvårade försvaret. Vintern 1576–1577 blev också mycket sträng. 23 januari 1577 påbörjade de ryska trupperna, anförda av Feodor Ivanovitj Mstislavskij med Ivan Kolzoff vid sin sida belägringen av Reval. 27 januari började man beskjuta staden. Försvaret höll dock stånd, och särskilt utmärkte sig Ivo Skenkenberg, son till en borgare i Reval vilken ledde en avdelning estländska bönder, och lyckade genomföra flera lyckade utfall från staden. Genom sina insatser kom han att kallas för "Revals Hannibal". Sedan Ivan Kolzoff stupat under ett utfall från staden började moralen hos belägringsarmén att försämras.
I mars månad avslutade man belägringen genom att rikta sina kanoner mot alla kyrkor och högre byggnader i staden och skjuta slut på sitt ammunitionsförråd. Man brände Sankta Birgittas kloster i Marienthal och därpå avtågade man. Under vintern hade Ivan IV även sänt en ryska armé att plundra de finska gränsprovinserna. Efter att belägringen av Reval hävts kunde svenskarna även återta kontrollen över flera mindre slott. Fältsjuka utbröt dock bland trupperna och tvingade arméerna till overksamhet under sommaren.
Under sommaren 1577 inföll tsaren i södra Livland under våldsamt plundrande. Ivan och Magnus av Ösel hade nu råkat i konflikt, och denne lät i Wenden arrestera honom. Efter att ha betalt 40 000 gyllen och lovat att hålla sig i stillhet på Oberpahlen släppet han ut sitt fängelse. Magnus valde dock att fly till Polen.

### 1578–1579
Johan III hade tidigt förhandlat med Polen om en allians mot Ryssland. Villkoren som föreslagits gav dock svenskarna en ganska tydlig favör, vilket gjorde dem ganska ointressanta för polackerna. Ivans inmarsch i Livland förde dock konflikten på sätt närmare Polens gränser, och 1578 undertecknades ett förbund mellan Stefan Batory och Johan III, och samma år ryckte en polsk armé under Andreas Sapieha in i Livland. Henrik Horn hade under början 1578 gjort ett infall i Ryssland inåt Ingermanland, där man som hämnd för de ryska övergreppen mördat hela lokalbefolkningar, kvinnor och barn. Johan III uttryckte sitt missnöje över detta sätt att föra kriget.
Efter hertig Magnus flykt till Polen hade Horn tagit kontrollen över Oberpahlen, och sedan ryckt fram mot Dorpat, och bränt dess förstäder. Därefter anlände dock en rysk armé och började belägra Oberpahlen, vars besättning 26 juli måste dagtinga, sedan den från Finland avgående armén under befäl av Göran Boije hindrats av motvind, så att den sex mil från slottet fick besked om att det kapitulerade. Göran Boije tågade nu västerut till Pernau, där han fick underrättelse om Sapiehas infall i Livland och att ryssarna börjat belägra Wenden. De fick nu i uppdrag att förena sina arméer för att angripa ryssarna, och tre mil från Wenden sammanstrålade de kvällen 20 oktober 1578. Dagen därpå besegrades den ryska armén.
Nya oroligheter bland tatererna i Ryssland försvårade ryssarnas möjligheter att året därpå företa ett nytt angrepp mot Estland. I stället företog Henrik Horn ett infall i Ryssland, där han nådde så lång som till Nöteborg och Novgorod, samtidigt som ståthållaren i Reval ryckte fram till trakterna av Pleskow. Senare på året ryckte dock en rysk armé fram mot Riga, men besegrades och tvingades retirera till Wesenberg. Den för Revals försvar kände Ivo Skenkenberger utmärkte sig även här, men blev fången och skickades till Moskva, där han avrättades. Svenska örlogsfartyg lyckades under sommaren lägga Narva och Ivangorods förstäder i aska.

### 1580–1582
År 1580 efterträdde Pontus De la Gardie Göran Boije som överbefälhavare i kriget mot Ryssland. Då han på senhösten kom över till Finland ryckte han över gränsen och började belägra Kexholms fästning, som den 4 november intogs av svenskarna. Han kvarstannade i området till strax efter jul, men sedan den stränga vintern fått Finska vikens is att frysa, beslutade han sig för att genomföra ett djärvt tåg över vikens is. Oväntat befann han sig utanför slottet Wesenberg, där han 4 mars 1581 tvingade besättningen att ge upp fästningen mot fritt avtåg. han genomförde därefter ett härjningståg inåt Ryssland, men lämnade befälet till Carl Horn för att återvända till Stockholm för överläggningar med kungen om krigsläget. De la Gardie ansåg att Rysslands pressade situation – i krig med tatarer, polacker och svenskar – borde utnyttjas och bad kungen att påskynda sina rustningar. Under sensommaren 1581 anlände han till Reval med förstärkningar.
Under tiden hade Carl Horn fört befälet i Estland och återerövrat befästningarna i Lode, Vickel och Leal, och var sysselsatt med belägringen av Hapsal då De la Gardie anlände. Redan 9 augusti kapitulerade dock fästningen mot fritt avtåg. Pontus De la Gardie beslutade sig nu för att inta Narva, dit han anlände 3 september. Clas Eriksson Fleming med örlogsflottan anlände kort därpå och därefter påbörjades beskjutningen. 6 september erbjöd man befästningen att kapitulera, varvid man beslutade sig om en stormning. Efter den lyckade stormningen överlämnades staden åt 24 timmars fri plundring, endast kyrkor skonades. Omkring 6.000 människor varav ungefär 1/3 soldater skall ha slaktats under den efterföljande plundringen. Efter tre dagars betänketid valde även Ivangorod att kapitulera. Wittenstein i Livland höll sig då ännu mot Göran Boije, men till slut tvingades besättningen av hunger att kapitulera.
De svenska framgångarna gjorde Ryssland benäget till fred, men väckte samtidigt oro och avund i Polen. Stefan Batory lär ha sagt "Jag utlägger näten, men min svåger vittjar dem!". Tsaren som hoppades kunna splittra Polen och Sverige, hade skickat ett sändebud till påven där han antydde en möjlighet att övergå från rysk-ortodoxa till katolska läran, om påven tog initiativet till att mäkla fred mellan honom och Polen. Antonius Possevino sändes till tsaren, och talade till en början om att inbegripa Sverige i freden. Avsikten var delvis att återuppväcka Johans närmanden till den katolska kyrkan. Tsaren ville dock inte ta initiativet till några fredssamtal med Sverige, och Johan III ansåg sig ha ett så gott förhandlingsläge att han borde kunna tvinga fram ett bättre fredsavtal på egen hand. 15 januari 1582 avslöts därför ett stillestånd på tio år mellan Ryssland och Polen, där Ryssland avsade sig alla sina anspråk på Livland till Polen, områden som nu delvis Sverige kontrollerade. Johan III blev mycket upprörd både på Antonius Possevino och sin svåger Stefan Batory. Förhållandet mellan Sverige och Polen blev mycket frostigt, och Johan III skickade ett brev till Stefan Batory där han förklarade att Sverige inte hade för avsikt att ge upp en fotsbredd av de områden man kontrollerade i Livland.
I september 1582 fick Pontus De la Gardie i uppdrag av kungen att fortsätta kriget mot Ryssland och samtidigt hålla ett vakande öga på de polska trupperna. De svenska trupperna ryckte därefter in i Ryssland och gjorde hotande rörelser mot Novgorod. Detta i kombination med tatarernas fortsatta anfall i södra och östra Ryssland fick Ivan att intressera sig för fred, och i början av 1583 sände han bud till Reval att han var intresserad av fred.

### 1583–1589
I början av maj 1583 sammanträdde man vid Plussa (Plusmund), halvannan mil från Narva. Ryssarnas krav var dock en återgång till gränserna före kriget, något som Sverige inte ville acceptera, och det enda som kom till stånd 26 maj var ett stillestånd på 2 månader. Före stilleståndets utgång slöts ett nytt stillestånd på tre år. 26 mars 1584 avled tsar Ivan. Efter ett möte med Polen i Pernau rörande länderna fordringar i Livland, där inget avtal kunde slutas utan tvärtom utsikterna för ett krig blev mer hotande, ägde ett nytt möte med ryska fredsunderhandlare rum i Plusmund i november 1585. Stilleståndet blev med detta möte förlängt på ytterligare 4 år, räknat från 1586.

### 1590–1595
1590 återupptogs förhandlingarna. Johan III hade krävt att Ryssland skulle avstå alla anspråk på Kexholms län och Ingermanland samt landsträckan upp till Vita havet och att tsaren avstod att skriva sig herre över hela Ryssland. Ombuden hade dock just ankommit till området då man fick besked om att ryskt krigsfolk härjade i omgivningarna. Gustav Banér som utsetts till ståthållare i Estland, ryckte in i Ryssland och härjade några byar, då en stor rysk armé under befäl av tsar Fjodor I av Ryssland kom tågande, varför han drog sig tillbaka till Wesenberg för att invänta förstärkningar. Jama föll i tsarens händer, och 31 januari 1591 började han belägra Narva. 4 till 19 februari besköts staden oavbrutet, och Carl Horn, som förde befälet över försvaret skickade meddelande till Gustav Banér med begäran om hjälp, men denne vågade inte lämna sin position. 21 februari genomfördes en stormning, men svenskarna lyckade slå tillbaka dem. Banér ansåg dock att utsikterna för ett fortsatt försvar var dåliga, och valde att avträda Ivangorod och Koporje och det av ryssarna redan tagna Jama mot ett stillestånd på nära ett år.
Johan III blev mycket missnöjd över garnisonens insats, och hemkallade både Carl Horn och Gustaf Banér. Den sistnämnde sattes under bevakning på sina gods medan Horn kastades i fängelse. Han dömdes 1591 till döden för förräderi och satt inspärrad till Johan III:s död. Efter Horns hemkallande utbröt uppror bland soldaterna i Reval, vilket med möda stillades av Göran Boije som började belägra Ivangorod, men utan framgång. hertig Karl kom en tid över med en armé men lyckades inte heller uträtta något och återvände 1591 till Sverige. Göran Boije avsattes och ersattes av Morits Birgersson (Grip) denne genomförde ett tåg i riktning mot Novgorod. Sträng köld rådde, och pesten orsakade stort manfall bland hans trupper, och sex mil från staden vände han om. Under tåget förlorade man över 6 000 man, främst genom sjukdomar och förfrysning.
Johan III var mäkta upprörd över det misslyckade krigståget och anklagade honom för att stå i förbindelse med de förrädiska rådsherrarna Horn och Banér. Morits Birgersson bad att få bli befriad från befälet, varvid dock kungen besinnade sig. Morits som skall ha varit omtyckt av sina underlydande avled dock kort därefter och efterträddes av Clas Eriksson Fleming. Denne ankom från Sverige med en stor armé och genomförde ett omfattande krigståg in i Ryssland. Detta gladde Johan III mycket, men detta blev hans sista år i livet, på hösten samma år avled han.

### Freden i Teusina
18 maj 1595 slöts slutligen fred i byn Teusina nära Narva, på samma villkor som ryssarna erbjudit tio år tidigare. Sverige behöll Narva och Reval med hela Estland, men återlämnade Ingermanland och Kexholm med dess län. Sigismund, som önskade behålla krigsfolk till hands, hade dock önskat fortsätta kriget. Han lyckades fram till 1597 förmå Clas Fleming att behålla Kexholm och sitt manskap där till 1597, innan det slutligen överlämnades till ryssarna.

## Fältslag under Nordiska tjugofemårskriget
- Slaget vid Ubagall den 16 mars[4] 1571 (svensk seger)
- Slaget vid Lode den 23 januari 1573 (svensk seger)
- Slaget vid Wenden den 21 oktober 1578 (svensk/polsk seger)
- Belägringen av Narva (1581) (svensk seger)